# Tom Cotton
Thomas Bryant "Tom "Cotton (13 de maig de 1977, Dardanelle, Arkansas, Estats Units) és un polític estatunidenc, membre del Partit Republicà, senador d'Arkansas al Senat dels Estats Units des de 2015. Recentment ha estat involucrat en un escàndol relacionat amb la seva campanya del 2020 quan va fer una campanya per la seva "experiència com a guàrdia de l'exèrcit", però no en tenia cap.